# Odrin
Odrin (turško Edrine), prej znan kot Adrianople ali Hadrianopolis, je mesto v Turčiji, v severozahodnem delu province Edirne in Vzhodne Trakije, blizu meje Turčije z Grčijo in Bolgarijo (5,22 kilometra od grške meje na najbližji točki).
Odrin je bilo glavno mesto Osmanskega cesarstva od leta 1369 do 1453, preden je Konstantinopel postal prestolnica cesarstva. Ocenjeno število prebivalcev leta 2019 je bilo 185.408.

## Ime in etimologija
Mesto je bilo ustanovljeno kot Hadrianopolis (Ἁδριανούπολις v grščini), poimenovano po rimskem cesarju Hadrijanu, na mestu prejšnjega traškega naselja z imenom Uskudama.[6] Osmansko ime Edrine (أدرنة) izhaja iz grškega imena. Ime Adrianople se je uporabljalo do turškega sprejetja latinske abecede leta 1928, nakar je Odrin postalo mednarodno priznano ime. Bolgarski Одрин (Odrin), romunski in aromski Odrina, albanski Edrenë, slovenski Odrin in srbski Једрене (Jedrene) so vse prilagojene oblike bodisi Hadrianopolis bodisi Edirne.

## Zgodovina
Okolica Odrina je bila prizorišče številnih velikih bitk in zmag iz časov Rimskega cesarstva. Nepredvidljivosti mejne regije med Azijo in Evropo so razlog za zgodovinsko trditev Odrina, da je najpogosteje sporno mesto na svetu.

### Antika
Mesto je ponovno ustanovil rimski cesar Hadrijan na mestu prejšnje traške naselbine, znane kot Uskadama, Uskudama, Uskodama ali Uscudama. Hadrijan ga je razvil, okrasil s spomeniki in mu spremenil ime v Hadrianopolis (kar se bo kasneje izgovarjalo Adrianopolis. Licinija je tam premagal Konstantin I. Veliki leta 324, cesarja Valensa pa so tam ubili Goti med bitko pri Adrianopolu leta 378.

### Srednji vek
Leta 813 je mesto začasno zasedel bolgarski kan Krum, ki je njegove prebivalce preselil v bolgarske dežele severno od Donave.
V času obstoja Latinskega cesarstva v Konstantinoplu je bolgarski cesar Kalojan v bitki pri Adrianoplu (1205) odločilno premagal križarje. Leta 1206 je latinski režim kot dedni fevd dal Adrianopel in njegovo ozemlje bizantinskemu aristokratu Theodorju Branasu. Teodor Komnen, epirski despot, ga je prevzel leta 1227, tri leta pozneje pa ga je pri Klokotnici premagal bolgarski cesar Ivan Asen II.
Leta 1362 je Osmansko cesarstvo pod sultanom Muratom I. vdrlo v Trakijo. Murat je zavzel Adrianople, verjetno leta 1369 (datum je sporen). Mesto je v turščini postalo "Edirne", kar odraža turško izgovorjavo. Murat je osmansko prestolnico preselil v Adrianopel. Mehmed II. Osvajalec) se je rodil v Adrianoplu, kjer je prišel pod vpliv nekaterih Hurufijev, ki jih je Taşköprüzade v Şakaiki Numaniye zavrnil kot »nekatere preklete brez pomena«, ki jih je Mahmud Paša Anđelovićzažgal kot heretike.
Mesto je ostalo osmanska prestolnica 84 let do leta 1453, ko je Mehmed II. zavzel Konstantinopel (današnji Carigrad) in tja preselil prestolnico.
Odrin je znan po številnih mošejah, kupolah, minaretih in palačah iz osmanskega obdobja.

### Osmansko obdobje
Pod osmansko oblastjo je bil Adrianopel glavno mesto upravne enote, istoimenskega ejaleta Adrianopol, po zemljiški reformi leta 1867 pa vilajeta Adrianopol.
Sultan Mehmed IV. je zapustil palačo v Konstantinoplu in umrl v Adrianopolu leta 1693.
Med svojim izgnanstvom v Osmanskem cesarstvu je švedski kralj Karel XII. ostal v mestu večino leta 1713.
Baha Ulah (Baháʼu'lláh), ustanovitelj vere bahajstvo (Baháʼí), je živel v Odrinu od leta 1863 do 1868. Tja ga je izgnalo Osmansko cesarstvo, preden so ga pregnali naprej v osmansko kazensko kolonijo v Akki. V svojih spisih je Adrianopel označil kot »dežela skrivnosti«.
Adrianopel je bil v osmanskem obdobju sandžaško središče in je bil zaporedoma vezan na ejalet Rumeli in ejalet Silistre, preden je v začetku 19. stoletja postal glavno mesto province Ejalet Edirne; do leta 1878 je ejalet Adrianopol obsegal sandžake Edirne, Tekfurdağı, Gelibolu, Filibe (sodobni Plovdiv) in İslimye (sodobni Sliven).
Adrianople so za kratek čas zasedle cesarske ruske čete leta 1829 med grško osamosvojitveno vojno in leta 1878 med rusko-turško vojno 1877–1878. Mesto je leta 1905 doživelo požar. Leta 1905 je imelo okoli 80.000 prebivalcev, od tega 30.000 Turkov; 22.000 Grkov; 10.000 Bolgarov; 4000 Armencev; 12.000 Judov; in še 2000 državljanov nerazvrščenega etničnega/verskega porekla
Adrianopel je bil vitalna trdnjava, ki je branila Konstantinopel in Vzhodno Trakijo med balkanskima vojnama 1912–1913. Leta 1913 so ga po obleganju za kratek čas zasedli Bolgari. Velike sile – Velika Britanija, Italija, Francija in Rusija – so med začasnim zimskim premirjem prve balkanske vojne poskušale prisiliti Osmansko cesarstvo, naj Adrianopel prepusti Bolgariji. Prepričanje, da se je ta vlada pripravljena odreči mestu, je povzročilo politični škandal v osmanski vladi v Carigradu (ker je bil Adrianopel nekdanja prestolnica cesarstva), kar je vodilo leta 1913 do osmanskega državnega udara. Čeprav je v prevratu zmagal, Odbor za zvezo in napredek pod vodstvom Enverja paše ni mogel preprečiti Bolgarom, da bi zavzeli mesto, potem ko so se spomladi spomladi spomladi nadaljevali spopadi. Kljub neizprosnemu pritisku velikih sil (Rusija, Velika Britanija, Francija) Otomansko cesarstvo mesta ni nikoli uradno prepustilo Bolgariji. Odrine je Otomansko cesarstvo med drugo balkansko vojno pod vodstvom Enver paše (ki se je razglasil za drugega osvajalca Adrianopla po Muratu I.) hitro ponovno osvojilo po popolnem zlomu bolgarske vojaške moči v regiji.
Celotno armensko prebivalstvo mesta je bilo deportirano med armenskim genocidom 27.–28. oktobra 1915 in 17.–18. februarja 1916, ki se je končalo v Siriji in Mezopotamiji. Njihovo premoženje in podjetja so po nizkih cenah prodali turškim muslimanom.
V grški osamosvojitveni vojni, rusko-turški vojni (1877–1878) in balkanski vojni (1912–1913) balkanski muslimani bežijo v Odrin kot Muhačir (arabska beseda za izseljevanje muslimanov, tako prostovoljno kot prisilno, povezano predvsem s koncem osmanske vladavine).

### Turška republika
S sevreško mirovno pogodbo leta 1920 je bilo mesto odstopljeno Grčiji, vendar ga je Turčija ponovno zavzela in pripojila po odločilnem porazu Grčije ob koncu grško-turške vojne, znane tudi kot Zahodna fronta večje turške vojne za neodvisnost, leta 1922. V času grške uprave je bil Odrin (uradno znan kot Adrianople) glavno mesto prefekture Adrianopol.
Adrianople je v zahodnih jezikih postal znan kot Odrin okoli leta 1930. Od leta 1934 dalje je bil Odrin sedež Drugega generalnega inšpektorata, v katerem je generalni inšpektor upravljal province Edirne, Çanakkale, Tekirdaĝ in Kırklareli. The Inspectorate Generals governmental posts were abandoned in 1948, Državna mesta generalnega inšpektorata so bila opuščena leta 1948,  vendar je bil njihov pravni okvir ukinjen šele leta 1952 pod vlado demokratske stranke.
Po popisu iz leta 2007 je imela provinca Edirne 382.222 prebivalcev. Mesto je trgovsko središče za tkani tekstil, svilo, preproge in kmetijske proizvode.

## Cerkvena zgodovina
Adrianopel je postal sedež grškega metropolita in armenskega škofa. Adrianople je tudi središče bolgarske škofije, a ni priznan in brez škofa. V mestu je bilo tudi nekaj protestantov. Latinokatoliki, večinoma tujci in neštevilni, so bili odvisni od vikariata-apostola Konstantinopla. V samem Adrianoplu sta bili župnija sv. Antona Padovanskega (konventualni mladoletniki) in šola za dekleta, ki so jo vodile sestre usmiljenke iz Agrama. V predmestju Karaağaça so bili cerkev (maloletni konventualci), šola za fante (asumpcionisti) in šola za deklice (laiki Marijinega vnebovzetja). Vsaka od njenih misijonskih postaj, v Tekirdağu in Alexandroupoliju, je imela šolo (Mali konventualci), ena pa je bila v Gallipoliju (Anumpcionisti).
Okoli leta 1850 je bil Adrianopel s stališča vzhodnih katoliških cerkva rezidenca bolgarskega vikarja-apostola za 4600 vzhodnih katoličanov osmanskega vilajeta (province) Trakije in po letu 1878 - kneževine Bolgarije. Imeli so 18 župnij ali misijonov, od tega 6 v kneževini, z 20 cerkvami ali kapelami, 31 duhovniki, od tega 6 vnebovzetnikov in 6 vstajencev; 11 šol s 670 učenci. V samem Adrianoplu je bilo le zelo malo združenih Bolgarov, z škofovsko cerkvijo sv. Elije ter cerkvama sv. Dimitrija in sv. Cirila in Metoda. Zadnje služijo vstajenci, ki imajo tudi kolegij z 90 učenci. V predmestju Karaağaça imajo vnebovzeti župnijo in semenišče s 50 učenci. Poleg vzhodnokatoliških Bolgarov je zgornja statistika vključevala grkokatoliška misijona Malgara (zdaj Malkara) in Daoudili (zdaj vas Davuteli v Malkari) s 4 duhovniki in 200 verniki, ker je s civilnega vidika pripadal Bolgarskemu vikariatu.
Kasneje pa je bila rimskokatoliška škofija ukinjena in obstaja samo po imenu kot titularna metropolitanska nadškofija pod polnim imenom Hadrianopolis v Haemimontu, da se razlikuje od več drugih titularnih sedežev z imenom Hadrianopolis.
Leta 2018 so arheologi odkrili ostanke bizantinske cerkve. Cerkev je bila zgrajena okoli leta 500 našega štetja in je bila stavba zgodnjebizantinskega obdobja.

## Geografija
Odrin je približno 220 km zahodno od Carigrada v bližini mejnega trikotnika Bolgarije, Grčije in Turčije na severnem bregu turško-bolgarsko-grške mejne reke Meriç (grško Evros, bolgarsko Mariza). Pritok Tunca (grško Tonzos, bolgarsko Tundscha) doseže Odrin s severa, obsega zahodno polovico mestnega središča s široko poplavno strugo v velikem loku in se izliva južno od središča v Meriç Nehri. Mesto se zato skoraj ni razširilo proti zahodu, ampak predvsem proti jugovzhodu. Mesto leži v rodovitni traški nižini.

### Okrožje
Osrednje okrožje (Merkez) Odrina meji na okrožje Lalapaşa na severovzhodu, okrožja Süloğlu in Havsa na vzhodu ter okrožje Uzunköprü na jugu. Na severu meji na Bolgarijo, na zahodu pa na Grčijo.
S površino 844 km² je na tretjem mestu v pokrajini, s 180.901 prebivalci je najbolj naseljeno okrožje in ima z 214 prebivalci na kvadratni kilometer tudi največjo gostoto prebivalstva (pokrajinsko povprečje: 66 prebivalcev na km²). Poleg okrajnega mesta okraj sestavlja 37 vasi (Köy) s povprečno 330 prebivalci. Tayakadın je s 1537 prebivalci hkrati najbolj naseljena in edina vas z več kot 1000 prebivalci.

## Znamenitosti
Odrin slovi po številnih mošejah, kupolah in minaretih. Selimova mošeja, zgrajena leta 1575 in jo je zasnoval največji turški mojster arhitekt Mimar Sinan (ok. 1489/1490–1588), je eden najpomembnejših spomenikov v mestu. Ima najvišje minarete v Turčiji, 70,90 m in kupolo 0,91 ali 1,22 m višjo od tiste v Hagiji Sofiji, nekdanji bizantinski pravoslavni stolnici (zdaj mošeja, muzej med letoma 1935-2005) v Carigradu. Ta mošeja, ki nosi ime takrat vladajočega osmanskega sultana Selima II. (vladal 1566–1574), predstavlja ročno delo iz turškega marmorja in je prekrita z dragocenimi ploščicami in lepimi slikami. Druge pomembne mošeje so Eski Cami (Stara mošeja) in Burmalı Cami (Mošeja Kače), imenovana tudi mošeja Üç Şerefeli.
Odrin ima tri zgodovinske pokrite bazarje: Arasta, poleg Selimove mošeje, Bedesten poleg Eski Camija in Ali Paşa Çarşısı (bazar Ali Paša).
Poleg mošej so v Odrinu zanimivosti za obiskovalce, ki odražajo bogato preteklost. Najvidnejši kraj je Odrinska palača (osmansko turško Saray-ı Cedid-i Amire za 'nova cesarska palača') v četrti Sarayiçi, zgrajena v času vladavine Murada II. (vladal 1421–1444). Čeprav so zgradbe palače in njene kopalnice (Kum Kasrı Hamamı) v ruševinah, so palačna vrata in palačna kuhinja obnovljena. Kasr-ı Adalet ("Grad pravičnosti"), zgrajen kot del palačnega kompleksa, stoji nedotaknjen ob majhnem Fatihovem mostu čez reko Tunca.
Druga pomembna stavba na tem območju je kompleks sultana Bajazida II., pomemben spomenik s kompleksno konstrukcijo, ki je obsegala številne objekte, ki so se uporabljali v tistih časih.
V bližini palače v Odrinu je spominsko pokopališče balkanskih vojn, pred vhodom pa je spomenik neznanemu vojaku z osmanskim vojakom.
Zgodovinska Velika sinagoga v Odrinu, zapuščena in uničena, je bila obnovljena in ponovno odprta marca 2015. V mestu je rimskokatoliška in dve bolgarski pravoslavni cerkvi.
Odrin ima več zgodovinskih ločnih mostov, ki prečkajo reki Meriç in Tundzha, ki tečejo zahodno in južno od mesta.
Obstajajo karavanseraji, kot sta karavanseraj Rustem Paša in Ekmekcioglu Ahmet Paša, ki so bili zasnovani za gostovanje popotnikov v 16. stoletju.
Zgodovinska železniška postaja Karaağaç danes gosti po prenovi Fakulteto za likovno umetnost Univerze Trakya v predmestju Odrine Karaağaç. Zraven je spomenik in muzej Lozanski pogodbi.[29]

## Kultura
Tradicionalni turnir v rokoborbi, imenovan Kırkpınar, poteka vsako leto konec junija ali v začetku julija.
Kakava, mednarodni festival, ki praznuje Rome v Turčiji, poteka vsako leto od 5. do 6. maja.
Kulturno partnerstvo z Lörrachom v Nemčiji se je začelo leta 2006. Cilj je izmenjava učencev in študentov za izboljšanje njihovih kulturnih veščin in razumevanja.
Jetra imajo pomembno mesto v kulturi mesta Odrin. Odrin je znan po domačih jedeh. Ciğer tava (panirana in globoko ocvrta jetra) se pogosto postreže s prilogo cacıka, hladne jedi iz razredčenega odcejenega jogurta s sesekljanimi kumarami. Tudi lokalno pridelani marcipan, ki ima drugačen recept kot standardni marcipan, je ena od tradicionalnih sladic v Odrinu.
Ročno izdelane metle z ogledalom v njih so ena izmed kulturnih podob mesta in osrednja zakonska tradicija. Miniaturne različice se še vedno prodajajo v trgovinah z darili.

## Gospodarstvo
Gospodarstvo Odrina je v veliki meri odvisno od kmetijstva. 73 % delovno aktivnega prebivalstva dela v kmetijstvu, ribištvu, gozdovih in lovu. Nižine so produktivne. Vodilne poljščine so koruza, sladkorna pesa in sončnice. Pomembne so melone, lubenice, riž, paradižnik, jajčevci in vinogradništvo.
Skozi Odrin poteka avtocesta, ki povezuje Evropo s Carigradom, Anatolijo in Bližnjim vzhodom.
Zgodovinske stavbe in dogodki so povečali vlogo turizma v gospodarstvu.
Industrija se razvija. Za mestno gospodarstvo so še posebej pomembne panoge, ki temeljijo na kmetijstvu (agroindustrija).

## Galerija
- Pogled iz notranjosti Velike sinagoge v Odrinu
- Pogled na notranjost mošeje Selimiye, Odrine
- Pogled na mošejo Selimiye, Odrine
- Pogled na mošejo Selimiye, Odrine
- Hiša v Odrinu iz osmanskega obdobja
- Notranjost Eski Cami
- Zgodovinska stavba osnovne šole
- Most Meriç
- Glavna ulica Odrine
- IV.Mehmet Lovski kiosk
- Cerkev sv. Konstantina in Helene
- Most Fatih čez reko Tunca s stolpom Kasr-ı Adalet (pravosodni paviljon) v ozadju
- Mošeja Ghazi Mihal
- Del mihraba mošeje Muradiye
- Sprednja stran mošeje Muradiye
- Rimski stolp še vedno stoji

## Pobratena mesta
- Aleksandropolis, Grčija
- Ardahan, Turčija
- İzmit, Turčija
- Kars, Turčija
- Lörrach, Nemčija
- Jambol, Bolgarija

## Pomembni ljudje
Sultani
- Bajazid I. (1360—1403), osmanski sultan from 1389 to 1402
- Mahmud I. (1696—1754), Osmanski sultan od1730 to 1754
- Mehmed II. Osvajalec (1432–1481), osmanski sultan, ki je zasedel Konstantinopel
- Mustafa II. (1664–1703), Osmanski sultan od1695 to 1703
- Osman III. (1699—1757), Osmanski sultan od1754 to 1757
- Šahin Geraj (1745-1787), zadnji kan Krima

Zgodovinske osebe
- Caleb Afendopolo (pred 1430-1499), judivski polihistor
- Atanasij I. Konstantinoplski (1230—1310), ekumenski patriarh Konstantinopla
- Atanasij V. Jeruzalemski (umrl 1844), grški pravoslavni patriarh Jeruzalema
- Hagop Baronian (1843—1891), osmansko armenski pisatelj, satirik, učitelj
- Elijah Bashyazi (c. 1420—1490), Karaite Jewish hakham
- Abraham ben Rafael Caro, osmanski rabin 18. st.
- Karpos Papadopoulos (1790-ta-1871), član Filiki Eteria
- Theoklitos Polyeidis (1698-1759), Grški učenjak, učitelj, prevajalec, duhovnik in menih
- Dionizij V. Konstantinoplski (1820-1891), ekumenski patriarh Konstantinopla
- Joseph Halévy (1827—1917), osmanski judovsko-francoski orientalist in popotnik
- Abdulcelil Levni (died 1732), osmanski dvorni slikar in miniaturist
- Neşâtî (?–1674), osmanski pesnik
- Georgi Valkovich (1833—1892), Bolgarski zdravnik, diplomat in politik
- Yirmisekiz Mehmed Çelebi (died 1732), Osmanski državnik in veleposlanik
- Stefanos Koumanoudis (1818-1899), Grški arheolog, univerzitetni učitelj, pisatelj in prevajalec